# Socourt
Socourt ist eine französische Gemeinde im Département Vosges in der Region Grand Est mit 282 Einwohnern (1. Januar 2022). Sie gehört zum Arrondissement Épinal und zum Gemeindeverband Agglomération d’Épinal.

## Geografie

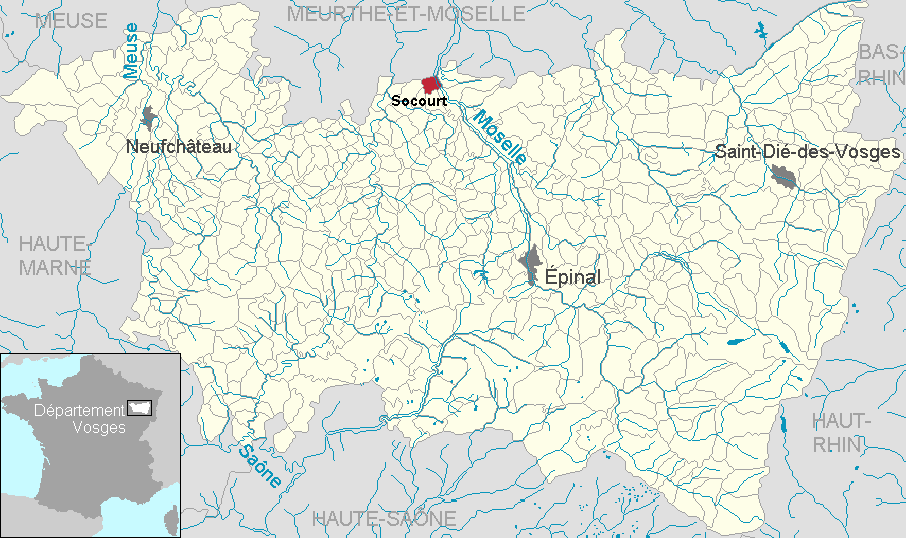
Lage der Gemeinde Socourt im Département Vosges

Die Gemeinde Socourt auf halbem Wege zwischen Nancy und Épinal liegt an der Mosel im Norden des Départements Vosges und grenzt an das Département Meurthe-et-Moselle. Die Mosel bildet größtenteils die Ostgrenze der Gemeinde. Links der Mosel verläuft parallel der Canal des Vosges mit einer seiner insgesamt 93 Schleusen auf dem Gebiet von Socourt. Zwischen Kanal und Mosel sowie westlich des Kanals wurden zahlreiche Teiche angelegt, die teilweise der Fischzucht dienen. Der Talabschnitt an der linken Moselseite verengt sich in Socourt, im Norden der Gemeinde reicht das Hügelland direkt an den Fluss heran. Nachbargemeinden von Socourt sind Gripport im Norden, Chamagne im Osten, Charmes im Südosten, Florémont im Süden, Avrainville im Südwesten sowie Hergugney im Westen.

## Geschichte
Das Dorf Socourt gehörte ursprünglich zusammen mit der heutigen Nachbargemeinde Gripport zum gleichen Bann. Die Kirche in Socourt als Teil der Kirchgemeinde Gripport gehörte zum Bistum Nancy und war des Weiteren vom Kapitel Remiremont abhängig.

### Bevölkerungsentwicklung
| Jahr      | 1962 | 1968 | 1975 | 1982 | 1990 | 1999 | 2006 | 2012 | 2022 |
| --------- | ---- | ---- | ---- | ---- | ---- | ---- | ---- | ---- | ---- |
| Einwohner | 266  | 276  | 282  | 255  | 244  | 214  | 236  | 269  | 282  |

Im Jahr 1841 wurde mit 404 Bewohnern die bisher höchste Einwohnerzahl ermittelt. Die Zahlen basieren auf den Daten von cassini.ehess und INSEE.

## Kultur und Sehenswürdigkeiten

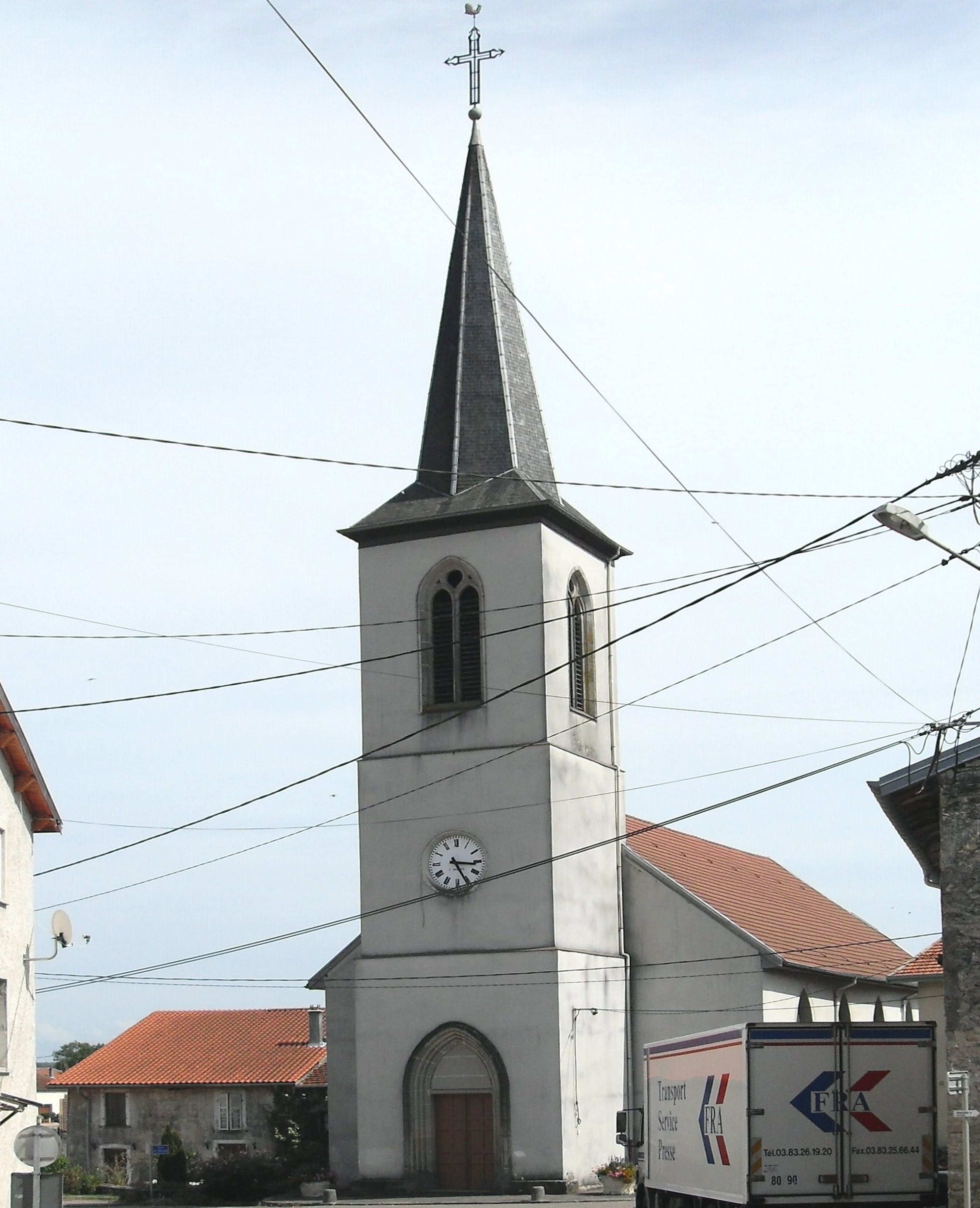
Kirche St. Leonhard

- Kirche St. Leonhard (Saint-Léonard)
- Kapelle Saint-Léonard der ehemaligen Einsiedelei, genannt auch Kapelle Viacelle
- In Socourt findet seit 1993 jährlich ein Musikfestival statt.[4]

## Wirtschaft und Infrastruktur
In der Gemeinde sind vier Landwirtschaftsbetriebe ansässig (Getreideanbau, Milchwirtschaft, Rinderzucht).
Durch Socourt führt die Fernstraße D 157 von Charmes nach Gripport. Die zweispurige Nationalstraße 57 von Nancy nach Épinal verläuft in einem Bogen südwestlich um Socourt herum. Der nächstgelegene Bahnhof befindet sich im nahen Charmes an der weitgehend dem Moseltal folgenden Bahnlinie Nancy-Épinal-Remiremont, die vom Unternehmen TER Lorraine betrieben wird.